# Open Handset Alliance
De Open Handset Alliance, kortweg OHA, is een samenwerkingsverband van op dit moment 87 bedrijven dat zich richt op het ontwikkelen van open standaarden voor mobiele apparaten. In de praktijk probeert men het besturingssysteem Android naar voren te schuiven.

## Geschiedenis
De OHA werd opgericht op 5 november 2007 door Google en 34 andere leden, waaronder fabrikanten van mobiele apparaten, applicatie ontwikkelaars en fabrikanten van chips voor mobiele apparaten.
Android, het vlaggenschip van de alliantie, is een besturingssysteem voor mobiele toepassingen, en gebaseerd op een opensourcelicentie. Android concurreert met de mobiele platformen van Apple (iOS), Microsoft (Windows Phone), Nokia (Symbian), RIM (BlackBerry OS) en Bada.

## Producten
Met de bekendmaking van de Alliantie presenteerde men Android, een open source mobiel telefoon platform gebaseerd op het Linux besturingssysteem. De eerste SDK voor ontwikkelaars werd uitgebracht op 12 November 2007. Het eerste commercieel verkrijgbare Android toestel was de T-Mobile G1, ook wel bekend als de HTC dream.

## Leden
|                                  | Mobiele providers                                                                                | Software bedrijven | Verkooporganisaties                                                      | Chipmakers | Toestelbouwers                                                       |
| -------------------------------- | ------------------------------------------------------------------------------------------------ | --- | ------------------------------------------------------------------------ | --- | -------------------------------------------------------------------- |
| Oprichters                       | - China Mobile - KDDI Corporation - NTT DoCoMo - Sprint - T-Mobile - Telecom Italia - Telefónica | - Ascender Corporation - eBay - Esmertec - Google - LivingImage - Myriad - NMS Communications - Nuance Communications - PacketVideo - SkyPop - SONiVOX | - Aplix - Noser Engineering - The Astonishing Tribe - Wind River Systems | - Audience - Broadcom Inc. - Intel Corporation - Marvell Technology Group - NVIDIA - Qualcomm - SiRF - Synaptics - Texas Instruments | - HTC - LG - Motorola - Samsung Electronics                          |
| Toegetreden op 9 december 2008   | - Vodafone - SoftBank                                                                            | | - Borqs - Omron Software - Teleca                                        | - AKM Semiconductor - ARM - Atheros Communications - EMP                                                                             | - Asus - Garmin - Huawei - Sony Ericsson - Ericsson - Toshiba - Dell |
| Toegetreden op 17 mei 2009       | - China Unicom                                                                                   | |                                                                          | |                                                                      |
| Toegetreden op 27 mei 2009       |                                                                                                  | - SVOX |                                                                          | |                                                                      |
| Toegetreden op 1 juni 2009       |                                                                                                  | |                                                                          | | - Acer                                                               |
| Toegetreden op 30 september 2009 |                                                                                                  | |                                                                          | - MIPS Technologies |                                                                      |
| Toegetreden op 15 januari 2010   |                                                                                                  | |                                                                          | | - ZTE                                                                |
| Toegetreden op 22 januari 2010   |                                                                                                  | | - Sasken Communication Technologies Limited                              | |                                                                      |
| Toegetreden op 18 mei 2010       |                                                                                                  | - NXP Software |                                                                          | |                                                                      |